# Francesco innamorato
Francesco innamorato è un album del cantante italiano Mike Francis, pubblicato dalla casa discografica RCA e distribuito dalla BMG nel 1994.
Si tratta del secondo disco dell'artista contenente testi in italiano, uscito a distanza di tre anni dal lavoro intitolato appunto Mike Francis in italiano.
Francis partecipa alla composizione della parte musicale di quasi tutti i brani, mentre unico autore dei testi è Pasquale Panella. Dall'album vengono tratti i singoli Bellissimi occhi chiusi e Ahi amor realizzando per quest'ultimo anche il relativo video.

## Tracce
1. Bellissimi occhi chiusi
2. Chi ama
3. Ahi amor
4. Io tra le braccia
5. Calmi calmi
6. Tocchi
7. Distesa
8. Tracce fresche
9. Semmai
10. La mente mormora